# Dane Watts
Anthony Dane Watts (Kansas City, Misuri, 20 de abril de 1986) es un jugador de baloncesto estadounidense que actualmente se encuentra sin equipo. Mide 2,03 metros, y juega en la posición de Ala-pívot.

## Trayectoria deportiva
Dane Watts es un ala-pívot natural de Kansas City (Misuri) que  se formó en la Universidad de Creighton y  cuenta en su haber con varias temporadas de experiencia en la liga de Alemania y un breve paso por Francia en 2011 por el Hyères francés.
En 2014 disputó 4 partidos en Frankfurt, equipo al que llegó para suplir a Jacob Burtschi, y donde cumplió anotando 11,5 puntos por encuentro, con un 50% de acierto en T3.
En 2014 firma por el Cajasol Sevilla. El 8 de enero de 2015 el club sevillano llega a un acuerdo con el jugador  para la rescisión del contrato que unía a ambas partes.
En enero de 2015 anuncia su fichaje por el Limburg United de Bélgica.

### Equipos
- Warrensburg High School
- Universidad de Creighton (2004-2008)
- EnBW Ludwigsburg (2008-2009)
- Tigers Tübingen (2009-2011)
- Hyères-Toulon Var Basket (2011)
- Ratiopharm Ulm (2011-2013)
- Skyliners Frankfurt (2014)
- CB Sevilla (2014)
- Limburg United (2015)
- UBC Güssing Knights (2015-2016)
- Oettinger Rockets (2016-2018)